# Thái Cung hầu
Sái Cung hầu (chữ Hán: 蔡宮侯), họ Cơ (姬), không rõ tên húy, là vị vua thứ tư của nước Sái – chư hầu nhà Chu trong lịch sử Trung Quốc.
Sái Cung hầu là con của Sái bá Hoang - vua thứ 3 nước Sái. Sau khi Sái bá Hoang mất, ông lên nối ngôi.
Sử sách không chép năm lên ngôi và năm mất, cũng như những sự kiện xảy ra trong thời gian Sái Cung hầu làm vua. Sau khi ông mất, con ông là Sái Lệ hầu lên nối ngôi.